# 周其林

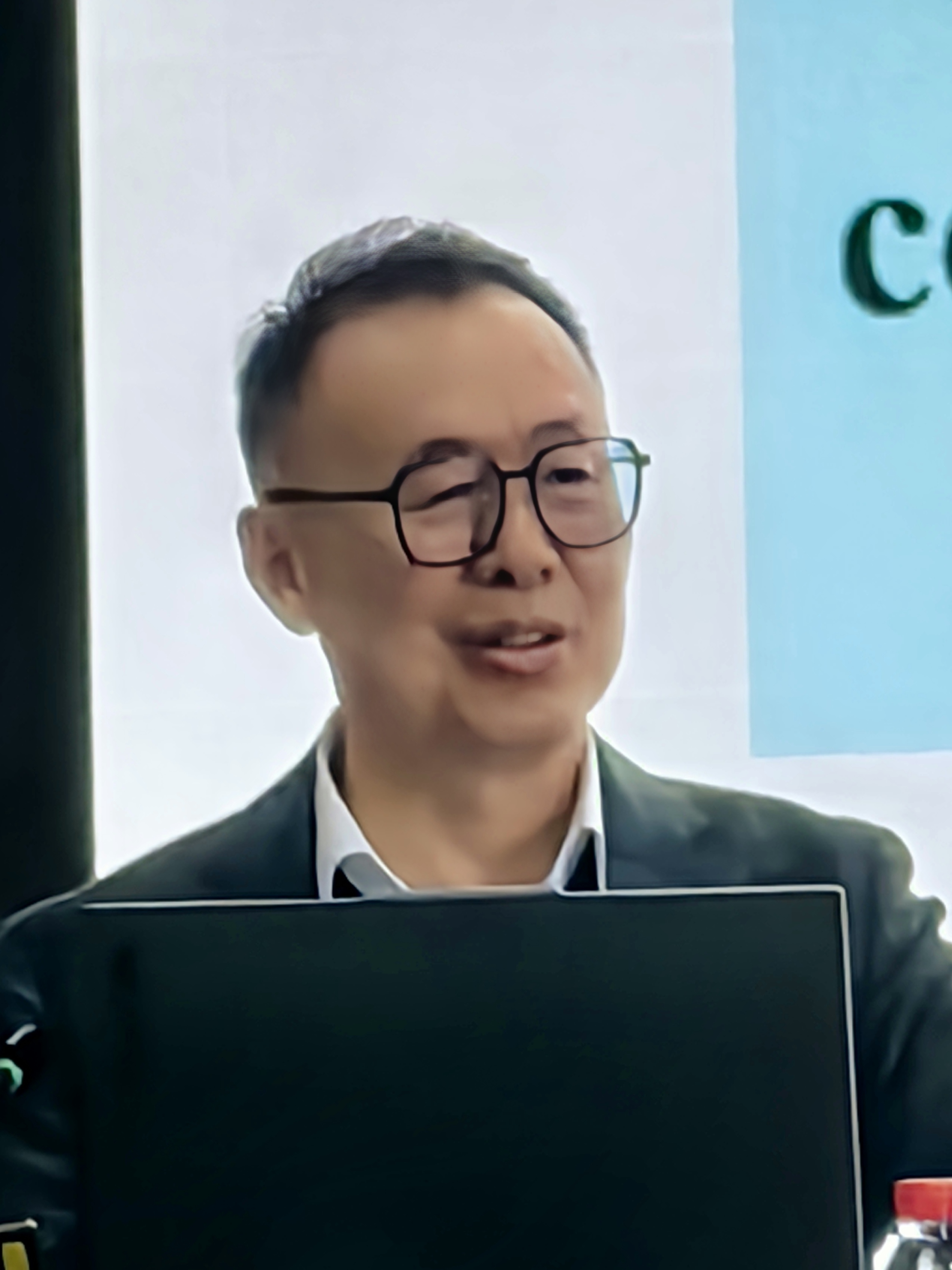
周其林在珞珈讲坛

周其林（1957年2月—），男，生于江苏南京，籍贯安徽无为，中国有机化学家。南开大学教授。

## 生平
1982年7月毕业于兰州大学化学系，1985年、1987年先后获中国科学院上海有机化学研究所硕士、博士学位。先后在华东理工大学、德国Max-Planck高分子研究所、瑞士Basel大学和美国Trinity大学从事博士后研究，回国后任华东理工大学教授。现任南开大学化学学院院长。

## 奖项和荣誉
2009年当选中国科学院院士。2013年，被选为全国人大代表。
2018年获得未来科学大奖物质科学奖。